# Diada de Meritxell
El Dia de Meritxell, la festivitat de Meritxello festivitat de Nostra Senyora de Meritxell és la festa nacional del Principat d'Andorra que té lloc anualment el 8 de setembre (festivitat de la Nativitat de la Mare de Déu) des del 1873. Els principals actes institucionals i religiosos tenen lloc al Santuari de Meritxell. Es commemora també la firma del primer pareatge a Lleida el 8 de setembre de 1278, que fixa els límits del poder de cada senyor. Aquest fet va representar la fundació del Principat d'Andorra i definí les obligacions dels andorrans en matèria de delmes i assumptes militars.
Les principals celebracions són la missa de l'Aurora al santuari de Meritxell, la missa jove i l'acte oficial de la Casa de la Vall, el solemne ofici en honor de la patrona concelebrat pel bisbe d'Urgell, el cant dels goigs a la Verge, ballada de sardanes, Concert de Meritxell dels Petits Cantors i la missa vespertina.